# František Čech (Chemiker)
František Čech (* 7. August 1929 in Měřín; † 1995) war ein tschechischer Geochemiker und Mineraloge.

## Leben
Čech studierte von 1950 bis 1954 Mineralogie und Petrologie an der wissenschaftlichen Fakultät der Karls-Universität in Prag, erlangte 1962 den Grad eines Ph. D. und wurde 1965 Professor an der Karls-Universität. Er wirkte ein Jahr lang an der Lomonossow-Universität in Moskau und wurde 1976 Leiter  der Abteilung für Mineralogie, Geochemie und Kristallographie der wissenschaftlichen Fakultät der Karls-Universität. Diese Funktion hatte er bis 1990 inne. Zudem war er von 1970 bis 1971 und von 1974 bis 1980 Dekan der wissenschaftlichen Fakultät.
Er veröffentlichte mehr als 90 Originalbeiträge in wissenschaftlichen Zeitschriften, zudem verschiedene Textbücher und andere Studienmaterialien und war Leiter des Tschechischen Nationalkomitees für Mineralogie, der tschechischen Abteilung der International Mineralogical Association (IMA). Er war Mitglied der Kommission für neue Mineralien und Mineralnnamen der IMA und seit 1956 außerdem Mitglied der Mineralogical Society of America.
Čechs besonderes wissenschaftliches Interesse galt den Berylliummineralen, den Glimmern und Turmalinen. Mit Mary E. Mrose arbeitete er auf dem Gebiet der Struktur von Phosphaten, identifizierte drei neue Mineralarten der Telluridgruppe und zwei neue Sulphoarsenate. Zdeněk Mrázek und Zdeněk Táborský benannten das 1981 beschriebene Mineral Čechit nach ihm.